# Конгрије
Конгрије (фр. Congrier) насеље је и општина у западној Француској у региону Лоара, у департману Мајен која припада префектури Шато Гонтје.
По подацима из 2011. године у општини је живело 924 становника, а густина насељености је износила 38,06 становника/km². Општина се простире на површини од 24,28 km². Налази се на средњој надморској висини од 82 метара (максималној 106 m, а минималној 56 m).

## Демографија
| 1962. | 1968. | 1975. | 1982. | 1990. | 1999. | 2011. |
| ----- | ----- | ----- | ----- | ----- | ----- | ----- |
| 989   | 1.046 | 910   | 975   | 1.035 | 1.036 | 924   |

График промене броја становника у току последњих година